# Wings (serie televisiva 1977)
Wings  è una serie televisiva britannica in 25 episodi trasmessi per la prima volta nel corso di 2 stagioni dal 1977 al 1978.

## Trama
Ambientata durante la prima guerra mondiale, la serie racconta le drammatiche avventure dei piloti dei caccia britannici. Tra di essi vi sono il giovane Alan Farmer, il suo mentore, il capitano Owen Triggers, e il suo  amico, il tenente Charles Gaylion. Questi inizia una relazione con la fidanzata di Farmer una volta che quest'ultimo viene creduto morto in battaglia, abbattuto in Francia

## Personaggi
- tenente Charles Gaylion (25 episodi, 1977-1978), interpretato da	Michael Cochrane.
- tenente Alan Farmer (23 episodi, 1977-1978), interpretato da	Tim Woodward.
- capitano Owen Triggers (23 episodi, 1977-1978), interpretato da	Nicholas Jones.
- tenente Richard Bravington (18 episodi, 1977-1978), interpretato da	David Troughton.
- sergente Mills (18 episodi, 1977-1978), interpretato da	Roger Elliott.
- Lorna Collins (17 episodi, 1977-1978), interpretata da	Sarah Porter.
- Molly Farmer (15 episodi, 1977-1978), interpretata da	Anne Kristen.
- Harry Farmer (10 episodi, 1977-1978), interpretato da	John Hallam.
- Tom (9 episodi, 1977-1978), interpretato da	Reg Lye.
- tenente Michael Starling (8 episodi, 1978), interpretato da	Michael Jayes.
- tenente James Favell (5 episodi, 1977), interpretato da	Simon Turner.
- Arthur Rudkin (5 episodi, 1977), interpretato da	Alfred Bell.
- caporale Morgan (4 episodi, 1977), interpretato da	David Sibley.
- maggiore Lancing (4 episodi, 1978), interpretato da	Paul Chapman.
- tenente Stein (4 episodi, 1978), interpretato da	Richard Wren.
- Kate Gaylion (3 episodi, 1977), interpretata da	Celia Bannerman.
- tenente Peter Conrad (3 episodi, 1977), interpretato da	Jeremy Child.
- caporale Harris (3 episodi, 1978), interpretato da	John Dryden.
- tenente Koch (3 episodi, 1978), interpretato da	Daniel Hill.
- Airman Vincent (3 episodi, 1978), interpretato da	David Landberg.
- generale (3 episodi, 1978), interpretato da	Richard Mayes.

## Produzione
La serie, ideata da Barry Thomas, fu prodotta dalla British Broadcasting Corporation (BBC). Venticinque episodi furono realizzati in tutto.

### Registi
Tra i registi della serie sono accreditati:
- Peter Cregeen (4 episodi, 1977)
- Jim Goddard (4 episodi, 1977)
- Peter Jefferies (4 episodi, 1978)
- John Sichel (3 episodi, 1978)
- Desmond Davis (2 episodi, 1977)

## Distribuzione
La serie fu trasmessa in Gran Bretagna dal 1977 al 1978 sulla rete televisiva BBC.

## Episodi
| Stagione         | Episodi | Prima TV UK |
| ---------------- | ------- | ----------- |
| Prima stagione   | 12      | 1977        |
| Seconda stagione | 13      | 1978        |